# Zug-Schleife
Zug-Schleife ist eine Wohnanlage auf dem Gelände der ehemaligen «Zuger Schleife» in Zug. Sie wurde 2012 nach Plänen von Valerio Olgiati errichtet.

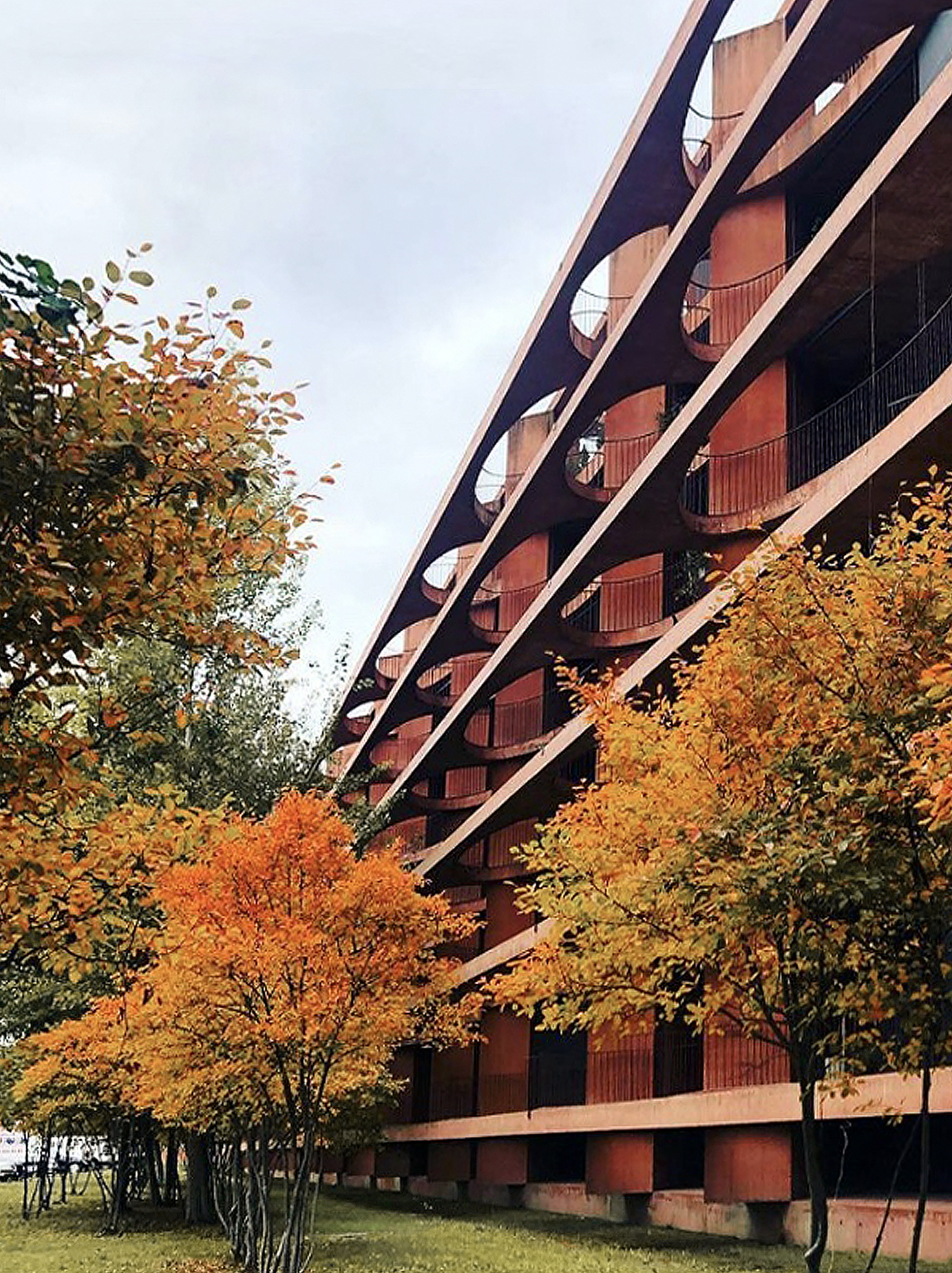
Westfassade

Das Mehrfamilienhaus steht an der Stadtgrenze zwischen Zug und Baar am Feldpark 8–20. Auf der Ostseite der Parzelle verläuft ein Radweg entlang der Bahngleise sowie parallel zum Gebäude ein öffentlicher Gehweg, der die sieben Hauseingänge erschliesst. Im Jahr 2006 schrieben die Schweizerischen Bundesbahnen und die Stadt Zug einen Wettbewerb für ein bahnhofsnahes Grundstück aus, um es mit Wohnnutzung zu bebauen.
Der Flimser Architekt Valerio Olgiati erhielt den Zuschlag mit seinem Projekt Zug-Schleife und 2010 folgte der Baubeginn. Olgiatis Wohnanlage wurde zusammen mit dem Berner Landschaftsarchitekten Maurus Schifferli entworfen. Der Churer Ingenieur Patrick Gartmann von Conzett Bronzini Gartmann zeichnete verantwortlich für das Tragwerk. Mitarbeiter waren David Bellasi, Aldo Duelli (Projektleiter), Tamara Olgiati, Jonas Ulmer, Liviu Vasiu und Sara Wiedenbeck. Fotografisch wurde die Zeile von Javier Miguel Verme dokumentiert.
Der lange Baukörper besitzt ein Sockelgeschoss, fünf Hauptgeschosse und ein Attikageschoss. Geprägt ist das Äussere von einer aussenliegenden Betonskelettstruktur in rotbraun gefärbtem Ortbeton. Die Tragstruktur ist mit raumhohen Fenstern und ausgefacht. Die grössten der 78 Wohnungen liegen im Attikageschoss. Das Haus besitzt sieben Erschliessungskerne und ist als Zweispänner organisiert. Die Wohnbereiche sind nach Westen, die Schlaf- und Arbeitsbereiche nach Osten ausgerichtet. Besonderes Merkmal des Riegels sind die westlich ausgerichteten Balkonelemente.
Die Wohnanlage wurde 2015 mit einer Auszeichnung für gute Bauten im Kanton Zug ausgezeichnet.